# Piripkura (filme)
Piripkura é um filme brasileiro de 2017 dirigido por Mariana Oliva, Bruno Jorge e Renata Terra.

## Prêmios
- Festival do Rio - Melhor Longa-Metragem Documentário (2017)